# Kermadecia pronyensis
Kermadecia pronyensis là một loài thực vật có hoa trong họ Quắn hoa. Loài này được (Guillaumin) Guillaumin miêu tả khoa học đầu tiên năm 1935.